# ルアン・コンブリンク
ルアン・コンブリンク（Ruan Combrinck、1990年5月10日 - ）は、ユナイテッド・ラグビー・チャンピオンシップ、ブルズに所属するラグビー選手。

## プロフィール
- 南アフリカ・ヴリヘイド出身。
- ポジションはフルバック(FB)。
- 身長 183cm、体重 97kg。
- U20南アフリカ代表に選ばれたことがある[1]。
- 南アフリカ代表キャップは7（2021年1月現在）。

## 来歴
マイケルハウス高校、ステレンボッシュ大学、ウェスタン・プロヴィンス、ゴールデン・ライオンズ、ライオンズを経て、2017年、近鉄ライナーズに加入。同年8月26日に行われたジャパンラグビートップリーグ第1節のトヨタ自動車ヴェルブリッツ戦に途中出場で日本での公式戦初出場を果たした。しかし負傷のため同年11月、同シーズンの登録を解除した。
2019年、近鉄ライナーズ退団後、同年にはスタッド・フランセ・パリに加入。
2020年、スタッド・フランセ・パリを退団した。
2021年、ブルズに加入。